# Тарік ібн Зіяд
Тарі́к Ібн Зія́д (араб. طارق بن زياد‎ Ṭāriq ibn Ziyād; 15 листопада 689 — 11 квітня 720) — берберський генерал халіфату Омеядів, який почав завоювання Вестготського королівства у 711 році.

## Життєпис
Він був спочатку заступником Муси Ібн Нусаїра, губернатора Північної Африки, і був посланий, щоб почати вторгнення на Іберійський півострів.
29 квітня 711 року армія Таріка висадилися в Гібралтарі (ім'я Гібралтар походить від арабського імені Джабаль Аль-Тарік (جبل طارق Jabal Ṭāriq), що значить гора Тарік, або від Гібр Аль-Тарік, що значить скеля Тарік). Мавританська армія 19 липня 711 року отримала вирішальну перемогу над військом короля вестготів Родеріка в битві над Гвадалете. Армія Таріка захопила Толедо, столицю вестготського королівства.
Згодом Тарік став губернатором Іспанії. Його відкликав назад до Дамаска халіф Омеядів Валід I, бо він не санкціонував мусульманське вторгнення до Іспанії.
Зображення Таріка відтворили на банкноті Гібралтару 1995 року номіналом 5 фунтів.